# Gallhammer
Gallhammer ist eine japanische Extreme-Metal-Band, die Einflüsse aus Black Metal, Doom Metal und Crustcore aufweist.

## Bandkonstellation
Die Band wurde 2003 in Tokio gegründet. Alle drei Mitglieder sind weiblich, was in diesem Genre eine Seltenheit darstellt. Miguel Sousa von Ancient Ceremonies mutmaßte, dass die Besetzung der Band möglicherweise mehr Aufmerksamkeit gebracht habe als die Musik selbst. Die Musikerinnen von Gallhammer lehnten hingegen die Reduzierung auf ihr Geschlecht ab.

“I can say that raw feelings make a good sound. Because we are not machine. We could shed blood, could vomit and have feeling of hate. […] I wanted to express the mental instability and mental cruelty which a girl has. Now we are holding up pride, hate and life in the front. We are not wearing that dress.”

„Ich denke, dass rohe Gefühle einen guten Sound erzeugen. Wir sind keine Maschinen; Wir können Blut vergießen, kotzen und hassen. […] Ich wollte das mentale Ungleichgewicht und die mentale Grausamkeit ausdrücken, die ein Mädchen besitzt. Jetzt zeigen wir Stolz, Hass und Leben. Wir werden uns diesen Schuh nicht anziehen.“

## Geschichte

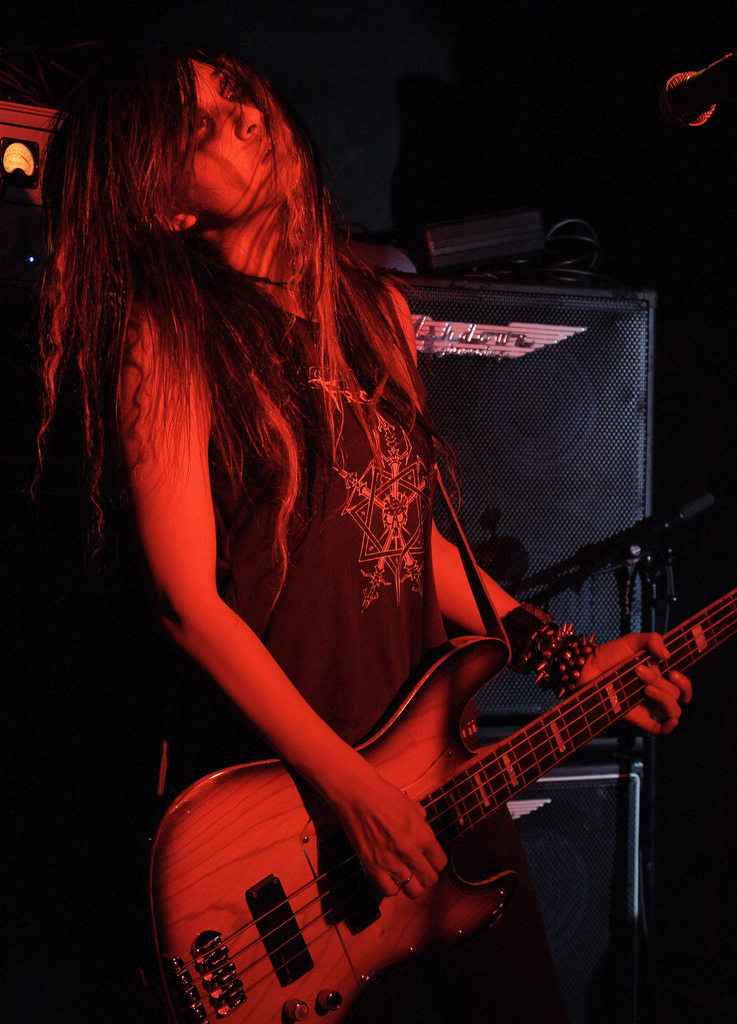
Vivian Slaughter während eines Konzerts in London, 2007

Gallhammer wurde gegründet, weil Vivian Slaughter (wirklicher Name: Eri Isaka) eine Band schaffen wollte, die Musik in der Stimmung der Schweizer Band Hellhammer spielt. Slaughter hatte davor auch schon eine Digital-Hardcore-Band namens Vivian Christ, in der sie Saxophon spielte, den Drumcomputer programmierte und sang. Die anderen Mitglieder, Risa Reaper und Mika Penetrator, traten der Band im Gründungsjahr 2003 bei. Anfangs konnte keine der Frauen ihr Instrument spielen, da sie alle davor Sängerinnen waren oder nur andere Instrumente erlernt hatten.
Ihre erste Aufnahme, ein auf 30 Stück limitiertes Demo-Tape, wurde im März 2003 auf ihrem ersten Gig beim Koiwa Death Fest Vol. 2 in Japan verteilt. Im Juli desselben Jahres wurde das erste selbstbetitelte Demoalbum veröffentlicht. Im April des darauffolgenden Jahres veröffentlichte die Band ein zweites Demoalbum mit dem Titel Endless Nauseous Days. Im November 2004 erschien dann ihr Debütalbum Gloomy Lights bei Hello from the Gutter Records.
Die Band unterschrieb Anfang 2006 einen Vertrag mit Peaceville Records, nachdem sie dem Label von Nocturno Culto von Darkthrone empfohlen worden war. The Dawn of... wurde veröffentlicht. Es enthielt eine CD, Demo- und Probenmaterial und eine DVD-Aufnahme von einem Auftritt in Okayama und fünf Konzerten in Tokyo.
Gallhammer veröffentlichte das zweite Album, Ill Innocence, im September 2007 über Peaceville Records, gefolgt von einer Europatour. Im März 2008 veranstalteten sie eine zweite. Sie traten auch auf dem Inferno Metal Festival Norway im Juni auf. 2009 gründete Vivan Slaughter mit ihrem Verlobten Maniac (Ex-Mayhem, Skitliv) und dem Skitliv-Gitarristen Ingvar Magnusson das Projekt Sehnsucht, für das Maniac später auch Andrew Liles (Nurse with Wound, Current 93) gewinnen konnte.

## Einflüsse
In einem Interview mit Contraband Candy nannte Vivian Slaughter Hellhammer, Celtic Frost, Amebix und Burzum als Haupteinflüsse der Band. Slaughter ist auch ein leidenschaftlicher Judas-Priest-Fan und schätzt Corrupted. Obwohl die Gruppe Crust- und Anarcho-Punk verarbeitet, identifizieren sie sich nicht mit einer bestimmten politischen Richtung. Slaughter sagt, dass sie auf die Idee kam, Musik zu machen, nachdem sie Napalm Death und Painkiller auf Konzerten gehört hatte. Andere Einflüsse sind unter anderem Joy Division, Antisect, Carcass, Cathedral, Morbid Angel und Scorn. Risa Reaper ist ein Fan von Old-School-Techno, Kraftwerk, Krautrock und Laibach. Die Gruppe ist außerdem von Japanoise inspiriert und hat mit Incapacitants zusammengearbeitet.

## Diskografie

### Demos
- 2003: Untitled
- 2003: Gallhammer
- 2004: Endless Nauseous Days

### Alben
- 2004: Gloomy Lights
- 2007: Ill Innocence
- 2011: The End

### Videos
- 2007: The Dawn of...
- 2008: Ruin of a Church